# Anonymomys mindorensis
Genre
Espèce
Statut de conservation UICN

 DD  : Données insuffisantes

Le genre Anonymomys ne comprend qu'une seule espèce de rongeurs, de la famille des Muridés : Anonymomys mindorensis, rongeur terrestre des forêts tropicales et subtropicales aux Philippines. C'est une espèce menacée, endémique des forêts pluviales de Mindoro.

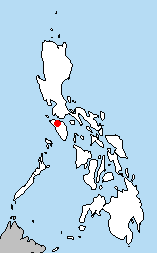
Carte de répartition de l'espèce aux Philippines